# ساره البکری
ساره البکری (انگلیسی: Sara El Bekri؛ زادهٔ ۲ ژوئیهٔ ۱۹۸۷) شناگر اهل مراکش است. وی در بازی‌های المپیک تابستانی ۲۰۰۸ و ۲۰۱۲ حضور داشته است.